# Elektrarna
Elektrarna je objekt namenjen proizvodnji električne energije. 

## Delitev elektrarn

### Po načinu pogona
- hidroelektrarne, ki izrabljajo energijo vode:

- pretočne izkoriščajo sproten dotok vode, pri čemer ne upoštevamo dnevne in tedenske akumulacije
- akumulacijske morajo imeti naravno ali umetno jezero, v katerem se akumulira voda
- prečrpovalne (v času nižje tarife se generator uporabi kot motor in s turbino črpa vodo navzgor v bazen)

- termoelektrarne, ki izrabljajo kemično energijo goriv, na:

- trda goriva
- tekoča goriva
- plin
- jedrsko gorivo (jedrske elektrarne, ki izrabljajo energijo razpadanja atomskih jeder urana)

- elektrarne, ki izrabljajo manj razširjene vire (alternativne) energije in si šele utirajo pot, kot npr. sončna energija, energija vetra, plime in oseke, geotermalni viri itd.

- vetrne elektrarne
- sončne elektrarne
- geotermalne elektrarne
- elektrarna na valovanje morja
- elektrarna na bibavico

### Po vrsti toka
- Enosmerne elektrarne so bile razširjene pred iznajdbo  izmeničnega toka. Enosmerne napetosti takrat ni bilo možno dvigniti s transformatorjem, zato je bil prenos na daljavo praktično nemogoč. Take elektrarne so lahko napajale le bližnje porabnike, kar je zahtevalo veliko število elektrarn (na začetku so bile zato take elektrarne namenjene bolj elektrifikaciji mestnih središč in bogatejših predelov).

- Izmenične elektrarne so se uveljavile po iznajdbi trifaznega sistema. Zaradi možnosti prenosa električne energije na daljavo so te elektrarne kmalu prevladale.

### Po velikosti
- mini (privatne)
- industrijske
- regijske
- meddržavne

## Nastajanje energije
Dejansko v elektrarni ne nastaja energija temveč poteka proces pretvorbe določene vrste energije v električno. Izkoristek pretvorbe nikoli ni 100 %. 
Pri pretvarjanju kemijske oziroma toplotne energije je izkoristek precej manjši od 100 %. Že teoretično izkoristek omejuje drugi zakon termodinamike. Poleg električne energije nastanejo znatne količine toplote. Pri velikih termoelektrarnah to toploto obravnavajo kot odpadno toploto. Če je v bližini večji porabnik toplote (za ogrevanje ali industrijske procese) je možno izrabiti po načelu soproizvodnje. V tem primeru je postroj toplarna.
Elektrarne so z električnimi porabniki povezane preko električnega omrežja. Glede na velikost elektrarne je lahko povezana z visokonapetostnim prenosnim omrežjem, srednje- oziroma nizkonapetostnim distribucijskim omrežjem, ali pa je priključena na notranje omrežje tovarne ali zgradbe oziroma skupine zgradb.